# Вор и сапожник
«Вор и Сапожник» (англ. The Thief and the Cobbler) — незаконченный полнометражный мультфильм английского режиссёра Ричарда Уильямса, снимавшийся с 1960-х до 1990-х годов, вышедший в урезанных версиях в 1993 и 1995 годах, и известный по любительской восстановленной версии 2006 года. На момент 2025 года, у восстановленной версии есть 4 новых обновленных, последняя из  которых еще и общедоступна - «Recobbled Cut: Mark 5» в 2023 году.
Процесс создания мультфильма растянулся на 29 лет (с 1964 по 1993 годы), установив таким образом антирекорд по производству среди анимационных лент.
За время производства британский актёр Винсент Прайс, озвучивавший персонажа Зигзага, состарился и умер от рака в 1993 году. В официально выпущенных версиях, были использованы его реплики записанные в 1967–1973 годах.

## История создания
В 1964 году Ричард Уильямс начал работу над мультфильмом о Ходже Насреддине под названием «The Amazing Nasruddin» (с 1970 года стал «The Majestic Fool», позднее – «Nasruddin!»). В проекте участвовали среди прочих известный мультипликатор Кен Харрис (Ken Harris), работавший в  Warner Bros и британские актёры Винсент Прайс (в роли визиря) и Энтони Квейл (в роли султана). Фильм снимался на личной студии Ричарда Уильямса в Лондоне, занимавшейся в основном рекламными роликами, и работа протекала медленно. Сохранилась одна сцена этого фильма (в чёрно-белой копии), полный сценарий и некоторые персонажные листы.
С проектом также был связан писатель Идрис Шах, автор нескольких книг о Насреддине. Около 1972 года отношения с Шахом были нарушены, и Уильямс исключил всю линию о Насреддине из фильма, оставив прочий материал. Позже, в специальном буклете выпущенном в 1973 году, Уильямс писал, что «Насреддин оказался слишком текстовым и неподходящим для анимации».
Параллельно с развитием фильма Уильямс продолжал съёмки рекламных роликов, сняв также мультфильм, ставший лауреатом «Оскара» – экранизация  «A Christmas Carol» (1971) и режиссировав полнометражный мультфильм о куклах – «Raggedy Ann & Andy: A Musical Adventure» (1977).
К началу 1980-х было отснято больше 15 минут анимации (в том числе известные сцены с военной машиной). Этот необычный материал получил сразу получил известность в среде аниматоров и кинематографистов, среди которых был Стивен Спилберг, что увидев материал посоветовал Роберту Земекису взять Уильямса в свой проект «Кто подставил кролика Роджера» в качестве режиссёра анимации. После успеха проекта (Уильямс получил два «Оскара») появилось дополнительное финансирование, которое Уильямс решил потратить на свой главный фильм. В 1990 году был подписан контракт с Warner Bros. Но из-за высоких требований, которые режиссёр предъявлял к качеству анимации своего фильма (требовалась анимация в 24 кадра, необычные компоновки огромных фонов, съёмка в несколько приёмов), производство затянулось до 1992 года, и проект был отобран у Уильямса из-за нарушения сроков.
Для быстрого доведения фильма до состояния  пригодного для выпуска, фирма Completion Bond Company и продюсер Фред Калверт (Fred Calvert) досняли на разных студиях множество сцен. Был изменён сценарий, написаны песни (которых в оригинале не было), была переписана музыка и переозвучены все персонажи, кроме Зигзага. Когда к актёру обратились, оказалось что актёр сильно состарился и не способен переозвучить и озвучить новые реплики. Тогда было решено использовать уже записанные раннее материалы. Именно поэтому во всех выпущенных версиях, роль Зигзага осталась за Прайсом. Фильм вышел в 1993 году в Австралии и ЮАР под названием «The Princess and the Cobbler» («Принцесса и Сапожник»).
В 1995 году фирма Miramax Family Films, выкупив, сократила мультфильм еще на 20 минут и повторно переозвучила фильм. Она выпустила фильм в прокат США под названием «Arabian Knight» («Арабский Рыцарь») на VHS и Laserdisc (в широкоэкранной версии). На DVD фильм получил релиз под ранним названием «Вор и Сапожник».
Существуют документальные фильмы о студии Ричарда Уильямса и сценарии разных лет, в которых можно увидеть фильм на разных этапах. Ранние персонажи отличались специфической эстетикой и постепенно эволюционировали. Также эволюционировал и сценарий. От первоначальных персонажей в конечном фильме остались вор, султан и его визирь, причём их образы прошли существенную переработку. Ходжа Насреддин попал как фоновый персонаж в одну сцену, среди массовки. На протяжении всего развития фильма сохранилась такая художественная особенность, что для имитации стиля средневековой персидской иллюстрации была уменьшена роль перспективы. Она отсутствует во многих сценах, хотя другие сцены активно используют даже тотальную анимацию.
Фильм существует в следующих версиях:
1. Режиссёрская версия показанная 13 марта 1992 года, около 15 минут которой являются аниматиком. На этом этапе фильм был отобран у режиссёра продюсерами.
2. Рабочие версии Фреда Калверта, также с большим количеством недоделанных сцен.
3. Версия Фреда Калверта, выпущенная в 1993 году – «The Princess and the Cobbler».
4. Версия компании Miramax Family Films, выпущенная в США на 25 августа 1995 года – «Arabian Knight».
5. Версия Гарретта Гилкриста (Garrett Gilchrist), кинолюбителя и монтажёра из Лос-Анджелеса, собранная в 2006 году из различных источников под названием «The Thief and the Cobbler: Recobbled Cut». Последняя выпущенная версия — «Mark 5» 2023 года.
6. Только спустя 51 год с момента начала создания на Annecy International Animated Film Festival 2015 года Ричард Уильямс сам лично впервые провёл презентацию своего мультфильма под своим именем[5].

## Сюжет
Золотой город, которым управляют вечно спящий султан Нод (King Nod) и его вечно бдящий главный визирь Зигзаг (Zigzag), находится под защитой трёх золотых шаров, висящих на шпиле высокого минарета. Пока шары на месте, никто не может завоевать город. Однако на подступах к городу находится беспощадный завоеватель Великий Одноглазый (Mighty One-Eye).
Юного сапожника по имени Гвоздик (Tack), случайно попавшегося под ноги визирю, притаскивают во дворец с целью отрубить ему голову, но сапожник встречает свою любовь навеки – принцессу Ям-Ям (Princess Yum-yum). Она оставляет Гвоздика при себе под предлогом, что у неё сломан башмачок. Безымянный Вор (The Thief, “who will be nameless”) страдающий клептоманией, снимает шары со шпиля, но не может их удержать, и с помощью своих приспешников, Зигзаг забирает их. В этот момент в город прискакивает еле живой солдат и сообщает о том, что на город идёт Великий Одноглазый.
Зигзаг стремится занять место султана, для чего хочет получить руку его дочери. Он предлагает султану свои услуги по возвращению шаров в обмен на руку принцессы, но султан оказывается против. Тогда визирь отправляется в ставку Великого Одноглазого, предлагая свои услуги уже ему. Великий Одноглазый не верит Зигзагу и сначала отправляет его в яму с крокодилами, а когда тот спасается, велит ему ехать впереди войска. Султан в это время отправляет дочь и сапожника на поиски «святой безумной старой колдуньи», которая должна знать, как спасти город.
Пока команда бродила по пустыне, они встретили банду разбойников (если их вообще можно так назвать). Те помогают героям добраться до заветного места — ручной башни. Колдунья указывает, что город спасёт сапожник.
По возвращении группа не успевает добраться до города раньше Великого Одноглазого. Происходит сражение сапожника с колдуном, в результате чего огромная военная машина Великого Одноглазого оказывается разрушена, а армия уничтожена. Вор в это время второй раз крадёт шары. В конце концов они возвращаются городу, а Гвоздик женится на Ям-ям.
Оба титульных героя - Вор и Гвоздик, в режиссёрской версии ничего не говорят, за исключением фразы «I love you» («Я люблю тебя») сказанной сапожником в конце фильма. Однако в версиях Фреда Калверта и "Miramax" героям дано больше реплик и монологов (особенно в «Мирамаксовской» версии). Голос Зигзага озвученный Винсентом Прайсом, остался без изменений во всех версиях.

## Влияние
Мультфильм стал источником вдохновения для современной мультипликации. В частности, режиссёр Томм Мур отмечал, что ориентировался на фильм при создании своих анимационных лент «Тайна Келлс» и «Песнь моря», основанных на ирландском фольклоре.